# Herserange
Herserange é uma comuna francesa na região administrativa de Grande Leste, no departamento de Meurthe-et-Moselle. Estende-se por uma área de 3,54 km². Em 2010 a comuna tinha 4 440 habitantes (densidade: 1 254,2 hab./km²).